# Bertholet Flémal

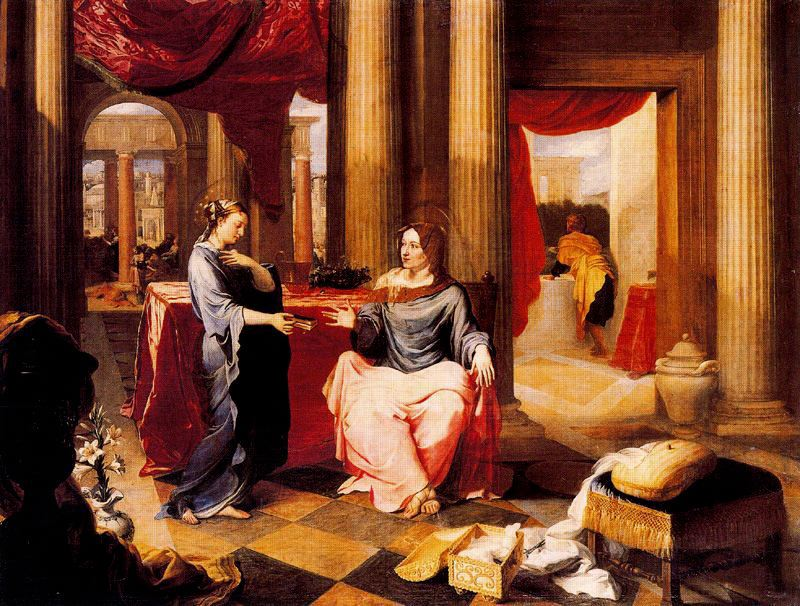
La Virgen y Santa Ana, óleo sobre lienzo, 145 x 185 cm, Madrid, Museo del Prado.

Bertholet Flémal o Flémalle (Lieja, 1614 – 1675) fue un pintor barroco flamenco, especializado en pintura historiada y retrato.

## Biografía
Discípulo de Henri Trippez y de Gérard Douffet, entre 1638 y 1646 residió en Roma y pasó alguno tiempo en Florencia) y en París antes de retornar a Lieja, donde se convirtió en pintor de corte del príncipe-obispo Maximiliano Enrique de Baviera e impuso la moda clasicista francesa. Posteriormente aún volvería a París en alguna ocasión y en la capital francesa fue admitido como profesor de la Académie de Peinture et de Sculpture en 1670.
Ya durante su estancia en Roma Flémal se había acercado al severo clasicismo de Nicolas Poussin, y sus rigurosas concepciones anticuarias le abrieron las puertas de los círculos académicos franceses, lo que le permitió ya en torno a 1646 intervenir en la decoración del Hotel Lambert y más adelante, en torno a 1670, en la pintura de un techo del Palacio de las Tullerías.
El lienzo Heliodoro expulsado del templo (Bruselas, Museos Reales de Bellas Artes), es una obra representativa de su producción y buen ejemplo del apego del pintor al clasicismo francés por el equilibrio de su composición y la entonación fría, pero también por la meticulosa descripción del espacio arquitectónico severamente clásico. Ese interés por la arquitectura, patente en otras obras del pintor, como La Virgen y Santa Ana, única de sus obras conservada en el Museo del Prado, se manifestó también en el diseño de fachadas y mobiliario de iglesia y de su propia casa, aunque nada de ello se ha conservado.